# Bambusicola (schimmelgeslacht)
Bambusicola is een geslacht van schimmels uit de familie Bambusicolaceae. De typesoort is Bambusicola massarinia.

## Soorten
Volgens Index Fungorum telt het geslacht 15 soorten (peildatum april 2022):
| Soortnaam                   | Auteur(s)                     | Publicatiejaar |
| --------------------------- | ----------------------------- | -------------- |
| Bambusicola aquatica        | W. Dong, H. Zhang & K.D. Hyde | 2020           |
| Bambusicola bambusae        | D.Q. Dai & K.D. Hyde          | 2012           |
| Bambusicola didymospora     | Phook., D.Q. Dai & K.D. Hyde  | 2016           |
| Bambusicola dimorpha        | Thambug., Senan. & K.D. Hyde  | 2017           |
| Bambusicola ficuum          | N.I. de Silva & K.D. Hyde     | 2020           |
| Bambusicola fusispora       | Monkai & Phookamsak           | 2021           |
| Bambusicola irregularispora | D.Q. Dai & K.D. Hyde          | 2012           |
| Bambusicola loculata        | D.Q. Dai & K.D. Hyde          | 2015           |
| Bambusicola massarinia      | D.Q. Dai & K.D. Hyde          | 2012           |
| Bambusicola pustulata       | D.Q. Dai & K.D. Hyde          | 2016           |
| Bambusicola sichuanensis    | C.L. Yang & Y.G. Liu          | 2019           |
| Bambusicola splendida       | D.Q. Dai & K.D. Hyde          | 2012           |
| Bambusicola subthailandica  | C.L. Yang & Y.G. Liu          | 2019           |
| Bambusicola thailandica     | Phook., D.Q. Dai & K.D. Hyde  | 2016           |
| Bambusicola triseptatispora | Phook., D.Q. Dai & K.D. Hyde  | 2016           |